# RH Plus
RH Plus (RHプラス RHPurasu?) es una serie de manga escrita e ilustrada por Ayako Suwa. Fue serializada en la revista B's-Log Comic de Enterbrain desde el 12 de marzo de 2006 hasta el 12 de mayo de 2009, siendo recopilado en cuatro volúmenes tankōbon. Una adaptación a serie de acción real producida por Tokyo MX fue transmitida en Japón desde el 2 de enero de 2008 hasta el 26 de marzo de ese mismo año.

## Argumento
RH Plus gira en torno a la vida cotidiana de una familia de vampiros que viven en una mansión al estilo europeo conocida como "Eternal Moon Mansion". Kiyoi es el mayor y quien cuida de los demás, siendo una figura paterna para Masakazu, un estudiante universitario ingenuo pero de buen corazón, y Ageha y Makoto, dos estudiantes de secundaria. La miembros de la familia viven sus vidas como seres humanos ordinarios y evitan la caza indiscriminada de humanos, bebiendo sangre solo en las noches de luna llena. En su lugar, beben jugo de tomate para calmar su sed de sangre. El grupo se dedica a resolver casos que la policía no puede, luchando contra actividades ilegales y criminales. Masakazu es usualmente quien consigue información sobre estos casos, mientras que Ageha y Makoto le ayudan a resolverlos. El trío pelea contra el crimen cuando los policías son incapaces de hacerlo, pero deben tener extremo cuidado de no revelar sus identidades.

## Personajes
Makoto Nogami (野 上誠 Nogami Makoto?)
Interpretado por: Yū Miura
Es el personaje principal de la historia, un estudiante de secundaria de dieciséis años de edad. Makoto es una persona introvertida y reservada, rara vez dice lo que piensa y tampoco habla demasiado. Makoto es mitad vampiro y mitad humano; su padre desapareció cuando era muy joven y su madre le abandonó en una iglesia, puesto que le consideraba un "demonio" y se arrepentía de haberlo parido. En dicha iglesia, sufrió de incontables abusos a manos de un sacerdote. Todo esto, sumado al abandono de su madre, provocó un gran trauma en el joven Makoto. Fue acogido por Kiyoi después de un intento de suicidio fallido y, a pesar de que al comienzo sentía que no lograba encajar en la familia, posteriormente se siente a gusto viviendo con los demás. 
Ageha Setō (瀬戸 あげは Setō Ageha?)
Interpretado por: Rakuto Tochihara
Estudiante de secundaria y compañero de clases de Makoto. Originalmente un humano, Ageha fue el primero en ser acogido por Kiyoi tras la muerte de sus padres y abuela cuando era muy pequeño. Es muy unido a Kiyoi, a quien ama con creces y con quien ha estado viviendo por más de diez años, considerándolo su padre. De personalidad infantil y despreocupada, es muy sensible con respecto a otros vampiros y tiene la capacidad de simpatizar con estos. 
Masakazu Tamura (田村 政和 Tamura Masakazu?)
Interpretado por: Naoya Ojima
Un estudiante universitario, el segundo en ser acogido por Kiyoi. Masakazu es muy ingenuo y muchas veces actúa de forma estúpida, sin embargo, es un lector empedernido y es dueño de una memoria excelente, lo que le permite memorizar información valiosa. Su habitación está llena de libros y siempre está desordenada, para gran pesar de Kiyoi. Sus padres eran vampiros y arribó a Eternal Moon Mansion cuando tenía alrededor de quince años. Se ha autoproclamado como el "príncipe del goukon" (citas grupales), a pesar de que casi nunca tiene suerte con las chicas.
Kiyoi (きよい?)
Interpretado por: Hassei Takano
Es el dueño de Eternal Moon Mansion y el tutor legal de Makoto, Ageha y Masakazu, a quienes considera sus hijos. A primera vista aparenta ser un hombre en sus treinta, pero en realidad tiene más de cien años. Es muy educado y amable, aunque puede llegar a ser muy amenazante cuando está enojado. Es un buen cocinero y es quien siempre prepara las comidas para los demás. Kiyoi es propenso a la melancolía y tristeza, algo que se originó tras la muerte del hombre de quien estaba enamorado, Dōzan. Le molesta que Dōzan no haya aceptado convertirse en vampiro, eligiendo en su lugar morir como humano, lo que también provocó que tenga mucha ira reprimida. Debido a que conoce el dolor de perder a alguien cercano, considera a su familia actual muy importante y a menudo los sobreprotege.
Haruka Konoe (此衣 遥 Konoe Haruka?)
Interpretado por: Rei Fujita
Es un vampiro, un estudiante universitario que conoce a Masakazu durante un goukon y desde entonces rivaliza con este por la atención de las chicas. Visita ocasionalmente Eternal Moon Mansion, para gran molestia de Masakazu. Es alguien apuesto y carismático, y el objeto de deseo de muchas chicas. 
Ami Misaki (岬亜 美 Misaki Ami?)
Interpretada por: Haruka Tomatsu
Es una compañanera de clases de Makoto y Ageha. Al comienzo, cree que su vida es mediocre y aburrida, por lo que tras descubrir que Makoto es un vampiro, le secuestra y le insiste en que la convierta en un vampiro. Después de ser detenida por Kiyoi, reconoce sus errores y se disculpa con Makoto por lo que ha hecho. Haruka termina obsesionándose con Kiyoi, visitando ocasionalmente Eternal Moon Mansion y rivalizando con Ageha por la atención de este. Su personaje solo tiene relevancia en el drama; en el manga, su nombre nunca se menciona y después del incidente, deja una disculpa y es transferida de escuela.
Michitaka (道隆?)
Interpretado por: Kentarō Miyagi
Primeramente conocido como "Mister", es el nieto de Dōzan y quien asigna casos a Kiyoi y al resto del grupo, en su mayoría casos que la policía no puede resolver. Luce igual que su abuelo cuando este era joven, aunque de acuerdo con Kiyoi, su personalidad es todo lo contrario. Suele quejarse con Kiyoi acerca de que no puede entender su manía de jugar a ser una "familia", pero aun así respeta sus decisiones. Secretamente guarda sentimientos amorosos hacia Kiyoi.
Dōzan (道山?)
Interpretado por: Kentarō Miyagi
Es el fallecido abuelo de Michitaka. A pesar de que su relación con Kiyoi nunca es explicada del todo, se muestra que ambos solían ser buenos amigos y que Kiyoi estaba enamorado de él. Aparece solo en flashbacks, siendo también quien le dejó Eternal Moon Mansion a Kiyoi tras morir. Su muerte afectó profundamente a Kiyoi, y aún ahora llora su muerte.

## Media

### Manga
Escrito e ilustrado por Ayako Suwa, RH Plus comenzó su serialización el 12 de marzo de 2006 en la revista B's-Log Comic de la editorial Enterbrain, finalizando el 12 de mayo de 2009. El manga fue recopilado en cuatro volúmenes tankōbon. Fue licenciado para su publicación en Estados Unidos por Digital Manga Publishing, mientras que en Alemania lo fue por Egmont Manga bajo el nombre de RH Rhesus Positiv.

### Serie de televisión
Una adaptación a serie de acción real producida por Tokyo MX fue anunciada el 18 de diciembre de 2007. La serie fue estrenada el 2 de enero de 2008 y finalizó el 26 de marzo de ese mismo año, con un total de trece episodios emitidos. Cuenta con la dirección de Ryūichi Ichino, guion de Megumu Sasano y Kimiko Ueno, y con la participación de Yū Miura, Rakuto Tochihara, Naoya Ojima y Hassei Takano en los roles principales. Fue licenciada en Estados Unidos por Crunchyroll.